# Chagossiani
I chagossiani o ciagossiani (o îlois) sono la popolazione con origini miste africane, indiane e malesiane che abitavano nelle isole Chagos, in particolare nell'atollo di Diego Garcia, Pero Banhos e nell'atollo di Salomone, così come in altre parti dell'arcipelago dal tardo XVIII secolo alla fine del XX secolo.

## Storia
Durante le dominazioni coloniali francese e britannica, dei secoli XVIII e XIX, popolazioni di schiavi furono installate nelle isole Chagos per curare il raccolto nelle piantagioni di cocco. Essi svilupparono, lungo l'arco di due secoli, "un loro linguaggio, una loro musica, una loro cultura".

La bandiera della comunità chagossiana

La maggior parte di essi vive a Mauritius e nel Regno Unito dopo essere stati deportati dal governo britannico tra la fine degli anni '60 e l'inizio degli anni '70 cosicché l'isola in cui essi abitavano Diego Garcia potesse servire da base militare statunitense.
Il 22 maggio 2025 il Regno Unito ha firmato un trattato che prevede la cessione dell'arcipelago alle Mauritius, mantenendo il controllo della base militare di Diego Garcia pagando un affitto annuo alle Mauritius.